# Estadio Hillsborough
El estadio Hillsborough es un estadio de fútbol situado en la ciudad de Sheffield, Inglaterra, propiedad del Sheffield Wednesday F.C.. El nombre del estadio hasta 1914 era estadio Owlerton.

## Historia
En este estadio se jugaron partidos de la Copa Mundial de Fútbol de 1966 entre los equipos de Alemania Occidental, Argentina, Suiza y España, así como el partido de cuartos de final entre Alemania Occidental y Uruguay (Alemania Occidental venció 4 a 0).

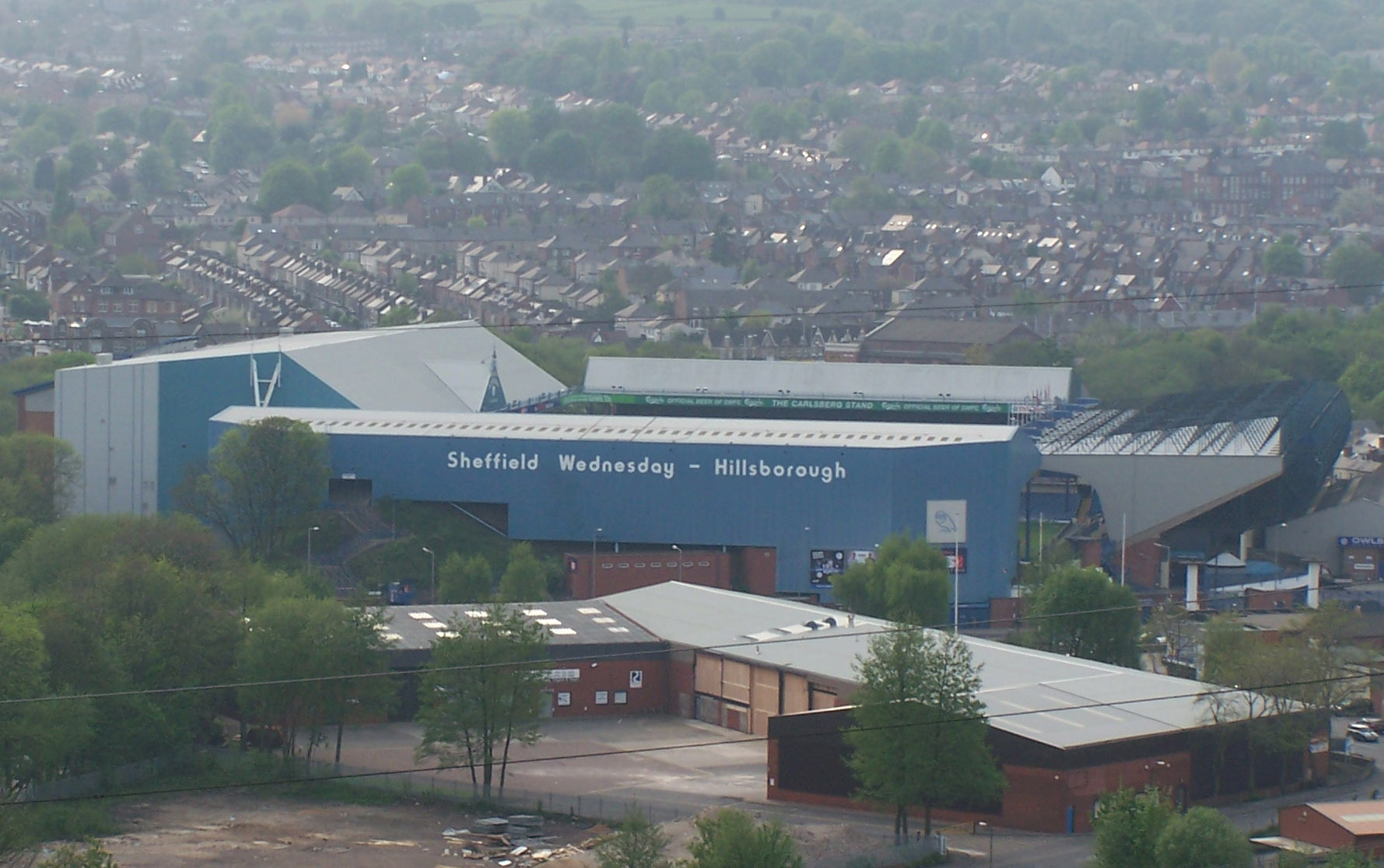
Hillsborough visto desde el exterior.

El 15 de abril de 1989 en este estadio fallecieron 97 personas aplastadas contra las vallas separadoras del terreno de juego a causa de una avalancha en la conocida tragedia de Hillsborough. El suceso tuvo lugar durante el transcurso del partido de fútbol entre el Liverpool FC y el Nottingham Forest, correspondiente a las semifinales de la Copa de Inglaterra. Las 97 personas fallecidas eran aficionadas del Liverpool FC.
La investigación posterior concluyó que las causas no habían tenido que ver con ninguna acción violenta por parte de los aficionados, sino a causa del exceso de aforo, al mal estado del estadio -que no cumplía los requisitos de seguridad necesarios- y a la pésima actuación de la policía. Una serie de malas decisiones fue clave en el terrible desenlace de la tragedia.
La mayor cantidad de público para un partido en este estadio fue de 72 841 personas el 17 de febrero de 1934 en un partido de la quinta ronda de la Copa de Inglaterra jugado contra el Manchester City. El récord de concurrencia desde que en las graderías sólo se permite público sentado fue el 2 de febrero del 2000 en un partido de la Premier League en un partido jugado contra el Manchester United, al cual acudieron 39.640 aficionados.

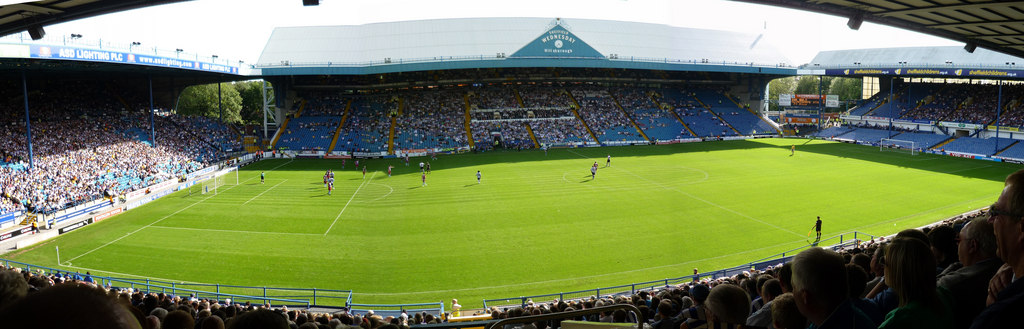
Imagen panorámica.

### Partidos de la Copa Mundial de Fútbol de 1966
Primera Rueda
| 12 de julio de 1966 | Alemania Federal                                  | 5:0 (3:0) | Suiza |                                                                     |                                                                     |
|                     | Held 15' Haller 20', 77' (p) Beckenbauer 39', 52' |           |       | Asistencia: 36.000 espectadores Árbitro(s): Hugh Phillips (Escocia) | Asistencia: 36.000 espectadores Árbitro(s): Hugh Phillips (Escocia) |

| 15 de julio de 1966 | España                  | 2:1 (0:1) | Suiza       |                                                                               |                                                                               |
|                     | Sanchís 57' Amancio 75' |           | Quentin 28' | Asistencia: 32.000 espectadores Árbitro(s): Tofik Bakhramov (Unión Soviética) | Asistencia: 32.000 espectadores Árbitro(s): Tofik Bakhramov (Unión Soviética) |

| 19 de julio de 1966 | Argentina            | 2:0 (0:0) | Suiza |                                                                                 |                                                                                 |
|                     | Artime 53' Onega 81' |           |       | Asistencia: 32.000 espectadores Árbitro(s): Fernandes Joaquim Campos (Portugal) | Asistencia: 32.000 espectadores Árbitro(s): Fernandes Joaquim Campos (Portugal) |

Cuartos de Final
| 23 de julio de 1966 | Alemania Federal                           | 4:0 (1:0) | Uruguay |                                                                       |                                                                       |
|                     | Haller 11', 83' Beckenbauer 70' Seeler 75' |           |         | Asistencia: 35.000 espectadores Árbitro(s): James Finney (Inglaterra) | Asistencia: 35.000 espectadores Árbitro(s): James Finney (Inglaterra) |

### Eurocopa 1996

#### Grupos
| 9 de junio de 1996, 19:30 UTC+0 | Dinamarca        | 1:1 (1:0) | Portugal       |                                                                          |                                                                          |
|                                 | - B. Laudrup 32' |           | - Sá Pinto 53' | Asistencia: 35 000 espectadores Árbitro(s): Mario van der Ende (Holanda) | Asistencia: 35 000 espectadores Árbitro(s): Mario van der Ende (Holanda) |

| 16 de junio de 1996, 18:00 UTC+0 | Croacia                                   | 3:0 (0:0) | Dinamarca |                                  |                                  |
|                                  | - Davor Šuker 53', pen.' (90) - Boban 81' |           |           | Árbitro(s): Marc Batta (Francia) | Árbitro(s): Marc Batta (Francia) |

| 19 de junio de 1996, 16:30 UTC+0 | Turquía | 0:3 (0:0) | Dinamarca                           |                                                                      |                                                                      |
|                                  |         |           | - B. Laudrup 50', 84' - Nielsen 69' | Asistencia: 29 000 espectadores Árbitro(s): Nikolai Levnikov (Rusia) | Asistencia: 29 000 espectadores Árbitro(s): Nikolai Levnikov (Rusia) |

## Ubicación
El estadio se encuentra ubicado al noreste de la ciudad, a unos 4.5 km del centro de la ciudad. La zona es mayormente residencial con varias tiendas y un centro comercial ubicado cerca a Hillsborough Corner. 
El estadio se encuentra encerrado entre el Parque Hillsborough hacia el sur y una terraza de viviendas hacia el norte. El río Don corre al costado del Estadio hacia el sur.